# Берч Беј (Вашингтон)
Берч Беј (енгл. Birch Bay) насељено је место без административног статуса у америчкој савезној држави Вашингтон.

## Демографија
По попису из 2010. године број становника је 8.413, што је 3.452 (69,6%) становника више него 2000. године.
| Група             | 2000.         | 2010.         |
| Белци             | 4.475 (90,2%) | 7.139 (84,9%) |
| Афроамериканци    | 52 (1,0%)     | 80 (1,0%)     |
| Азијати           | 61 (1,2%)     | 271 (3,2%)    |
| Хиспаноамериканци | 221 (4,5%)    | 521 (6,2%)    |
| Укупно            | 4.961         | 8.413         |